# Entraigues-sur-la-Sorgue
Entraigues-sur-la-Sorgue är en kommun i departementet Vaucluse i regionen Provence-Alpes-Côte d'Azur i sydöstra Frankrike. Kommunen ligger i kantonen Carpentras-Sud som tillhör arrondissementet Carpentras. År 2022 hade Entraigues-sur-la-Sorgue 8 888 invånare.

## Befolkningsutveckling
Antalet invånare i kommunen Entraigues-sur-la-Sorgue
| Referens: INSEE |